# Bergey's Manual of Systematic Bacteriology
Bergey's Manual of Systematic Bacteriology je rozsáhlé několikasvazkové dílo o taxonomii bakterií a archeí, které je pojmenované podle autora, Davida Hendrickse Bergeyho. Bylo poprvé vydáno v letech 1984–1989, podruhé v pěti svazcích v letech 2001–2009. Tato kniha se snaží respektovat přirozený vývoj (fylogenezi) věnuje se všem platným bakteriologickým taxonům současnosti.

## Svazky
Nové vydání se dělí na tyto svazky:
1. The Archaea and the Deeply Branching and Phototrophic Bacteria
2. The Proteobacteria
3. The Firmicutes
4. The Bacteroidetes, Planctomycetes, Chlamydiae, Spirochetes, Fibrobacteres, Fusobacteria, Acidobacteria, Verrucomicrobia, Dictyoglomi, and Gemmatimonadetes
5. The Actinobacteria